# Paris dom (Rubens)
Paris dom (nederländska: Het oordeel van Paris) kan avse flera oljemålningar av den flamländske barockkonstnären Peter Paul Rubens. På Pradomuseet i Madrid och National Gallery i London finns två versioner; ytterligare versioner finns på Gemäldegalerie Alte Meister i Dresden och Konstakademin, Wien (se bildgalleri).

## Motivet
Paris dom är en episod i den grekiska mytologin. Enligt myten var alla Olympens gudar inbjudna till bröllopet mellan Peleus och Thetis förutom Eris, osämjans gudinna. Som hämnd kastade hon in ett gyllene äpple med inskriften "Till den vackraste". Detta ledde till gräl mellan Hera, Athena och Afrodite (romersk språkdräkt: Juno, Minerva och Venus) som inte kunde komma överens om vem äpplet skulle tillfalla. Det bestämdes att herden Paris skulle få avgöra vem av gudinnorna som var vackrast. De tre gudinnorna försökte muta Paris med olika gåvor: Hera med makt och rikedom, Athena med visdom och Afrodite med en kvinna lika vacker som hon själv. Paris utropade då Afrodite som segrare och med gudinnans hjälp enleverade han kung Menelaos gemål Helena från Sparta och vållade därmed det trojanska kriget. 

## Konstnären
Rubens återvände till detta motiv under hela sitt liv. Den första Londonversionen målades cirka 1597–1599 när han var i 20-årsåldern och utbildade sig i Antwerpen. Åren 1600–1608 tillbringade Rubens i Italien där han var knuten till Gonzagas hov i Mantua och vistades under långa perioder i Rom. Där tillkom den första Madridversionen 1606–1608. Han tog avgörande intryck av venetiansk och romersk konst, främst av Leonardo da Vinci, Michelangelo, Tizian och Caravaggio. Efter hemkomsten till Antwerpen utnämndes han 1609 till hovmålare åt Albrekt VII av Österrike och Isabella Clara Eugenia av Spanien som var ståthållare i Spanska Nederländerna. I Antwerpen drev han stor, framgångsrik och produktiv ateljé där många av tidens främsta flamländska konstnärer var verksamma. De två stora dukarna av Paris dom, den andra Londonversionen respektive den andra Madridversionen, tillkom mot slutet av hans liv när han förvärvat och bosatt sig på herrgården Het Steen(en) i Elewijt tillsammans med sin andra hustru Hélène Fourment.
Andra exempel på verk av Rubens med motiv från grekisk mytologi är Bortrövandet av Leukippos döttrar och De tre gracerna.

## Londonversionen 1632–1635
Den yngre Londonversionen utfördes 1632–1635 och är i större format (144,8 x 193,7 cm). Den förvärvades 1844 av National Gallery; bland tidigare ägare märks Filip II av Orléans och Ludvig Filip av Bourbon-Orléans. 
Rubens skildring är såväl livfull som storslagen. Han använde kraftfulla färger, inspirerad av Tizian och Paolo Veronese, och mjuka penseldrag för att skildra de ljushyllta och yppiga kvinnofigurerna i ett lyriskt landskap. Hermes med sin bevingade hatt och den röda böljande manteln har fört de tre gudinnorna till Paris. Gudinnorna känns igen på sina attribut; Athena avbildas med en uggla, sköld och hjälm intill sig, Afrodite omges av sonen Eros och Hera identifieras av påfågeln. De står framför Paris och hans vallhund; fåren syns i bakgrunden. Paris håller det gyllene äpplet i handen, det pris som han har till uppgift att överräcka till skönhetstävlingens vinnare. Afrodite, kvinnan i mitten, möter Paris blick och uttrycker förvåning när han sträcker fram äpplet. 

## Andra versioner
| Version | År              | Samling                              | Teknik           | Storlek (cm)  | Anmärkning                                              |
| ------- | --------------- | ------------------------------------ | ---------------- | ------------- | ------------------------------------------------------- |
|         | cirka 1597–1599 | National Gallery, London             | olja på träpannå | 133,9 × 174,5 | Förvärvad av National Gallery 1966.                     |
|         | cirka 1606      | Konstakademin, Wien                  | olja på koppar   | 34 x 45       | Skiss till Madridversionen från 1606–1608.              |
|         | 1606–1608       | Pradomuseet, Madrid                  | olja på pannå    | 89 x 114,5    | I de kungliga spanska samlingar sedan åtminstone 1666.  |
|         | cirka 1632–1635 | National Gallery, London             | olja på ekpannå  | 144,8 x 193,7 | Förvärvad av National Gallery 1844.                     |
|         | cirka 1635      | Gemäldegalerie Alte Meister, Dresden | olja på ekpannå  | 49 x 63       | Verkstadskopia av Londonversionen från cirka 1632–1635. |
|         | cirka 1638      | Pradomuseet, Madrid                  | olja på duk      | 199 x 381     | I de kungliga spanska samlingar sedan åtminstone 1701.  |